# Prueba portmanteau
La prueba portmanteau o contraste portmanteau es un tipo de prueba de hipótesis estadística en la cual una hipótesis nula está bien especificada, y la hipótesis alternativa se especifica de manera flexible. Las pruebas construidas en este contexto pueden tener la propiedad de ser al menos moderadamente potentes contra una amplia gama de desviaciones de la hipótesis nula; así, en la estadística aplicada, una prueba portmanteau proporciona un modo razonable de proceder como un control general de un modelo de partida para un conjunto de datos donde hay muchas maneras diferentes en las que el modelo podrá apartarse del proceso subyacente generador de los datos. El uso de este tipo de pruebas evita tener que ser muy específico sobre el tipo de alternativas que se está probando.

## Ejemplos
En la comparación de dos muestras, los contrastes de Wald-Wolfowitz y el de Kolmogorov-Smirnov prueban simultáneamente la igualdad de las medias y las varianzas de ambas muestras. El contraste mostrará que la hipótesis nula es falsa tanto en el caso de que las muestras difieran en su media, como que lo hagan en su varianza; por ser métodos no paramétricos también son sensibles a diferencias en otra características de la variable en estudio.
En el análisis de series temporales, dos versiones bien conocidas de una prueba portmanteau están disponibles para las pruebas de autocorrelación en los residuos de un modelo: se chequea si alguna autocorrelación, dentro de un grupo de autocorrelaciones de la serie de tiempo residual, es diferente de cero. Esta prueba es la prueba de Ljung-Box, que es una versión mejorada de la prueba de Box-Pierce. Habiendo sido ideadas esencialmente al mismo tiempo, se encontró que una simplificación aparentemente trivial (omitida en la prueba mejorada) tenía un efecto perjudicial. La prueba portmanteau es útil en el trabajo con modelos ARIMA.
En el contexto del análisis de regresión, incluyendo el análisis de regresión con estructuras de series temporales, también se ha construido una versión de la prueba portmanteau, la cual permite un test general para prever la posibilidad de que una amplia gama de tipos de transformaciones no lineales de las combinaciones de las variables explicativas podrían incluirse adicionalmente a la estructura del modelo seleccionado.